# 2020 VV
2020 VVとは、直径が12 meters (40 feet)のアポロ群に属する地球近傍小惑星である。セントリーによると、小惑星は2033年10月12日11:43（UT）に地球に衝突する可能性が1.3%（77分の1）あるとされている。この小惑星の観測期間は18日間と短い。曲線あてはめによる地球への接近は0.0055 AU (820,000 km; 510,000 mi)の距離で時刻は2033年10月15日であるが、誤差が±5日ある。この小惑星は地球に影響を与える可能性がある。また、0.018 AU (2,700,000 km; 1,700,000 mi)の距離まで接近して通過するといった予測も存在する。直径が10-22 mの場合、小惑星は2013年チェリャビンスク州の隕石落下のときに落下した隕石と同じ大きさになる可能性がある。

## 発見
2020 VVは、2020年11月5日に地球から0.036 AU (5,400,000 km; 3,300,000 mi)離れている位置に存在するとき発見され、太陽との離角は150度であった。黄道面に対して0.35 °と軌道傾斜角は非常に低く、地球との最小交差距離はわずか14,800 kmである。小惑星は、2020年10月21日に0.0215 AU (3,220,000 km; 2,000,000 mi)の距離で地球に接近した。

## 地球への接近と衝突の可能性
2033年の地球への接近または衝突は、2033年に小惑星がその軌道上の短い観測期間を考慮すると、時期は完璧に判明しているわけではない。小惑星の既知の軌道のわずかな変動により、時期が早くなったり遅くなったりする可能性がある。
影響を与える確率は、セントリー、NEODyS-2、ESA等のSSAプログラムによってそれぞれ計算されている。モデルが異なると、軌道要素、曲線あてはめによる接近距離、及び衝突確率がわずかに異なる。十分に長い観測期間があれば、これらの値を正確に求めることが可能となる。一般に、期待値が衝突シナリオに近い場合、影響の可能性は高くなる。
| 日時                | 期待値における最も近い距離での接近 | 距離の標準偏差           | 2033年10月12日の衝突確率 | 出典       |
| ------------------- | ---------------------------------- | ------------------------ | ------------------------ | ---------- |
| 2033年10月12日11:43 | 衝突シナリオ                       | ±2.5時間                 |                          | セントリー |
| 2033年10月16日09:40 | 0.0065 AU (970,000 km)             | 0.002578 AU (385,700 km) | 1.2%                     | NEODyS-2   |
| 2033年10月16日16:39 | 0.0072 AU (1,080,000 km)           | 0.003948 AU (590,600 km) | 0.5%                     | JPL SBDB   |
| 2033年10月16日23:44 | 0.0079 AU (1,180,000 km)           | 0.002308 AU (345,300 km) | 1.1%                     | ESA        |

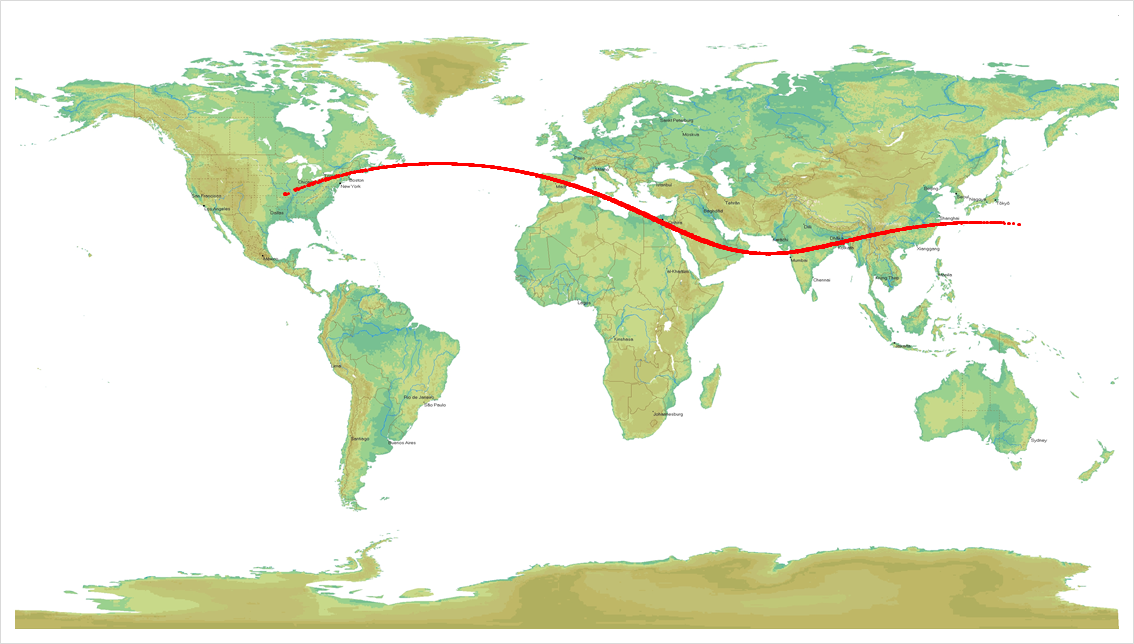
予測ではアメリカ北東部、スペイン、サウジアラビア、インド、及び中国の上空付近を通過するとみられる。

小惑星は、アメリカ北東部、スペイン、サウジアラビア、インド、及び中国の上空付近を通過するとみられる。
2020 VVは、潜在的に危険な小惑星（PHO）の最小値である約140 mよりも大幅に小さいため、PHOとしては分類されていない。
影響を与える可能性の最大値は2020年11月17日から20日の間に提示された。2020年11月17日、SSAプログラムは影響を与える可能性が4.2%であると提示し、セントリーは2.8%と提示した。及びNEODyS-2は、累積5.9%の影響の可能性を提示した。2020年11月20日までに、15日間の観測期間でNEODyS-2は4.4%であると提示した。同時に、セントリーは1.3%の可能性を提示し、SSAプログラムは1.6%の可能性を提示した。